# Francisco de Lugo
Francisco de Lugo S.J. (Madrid, 1579-Valladolid, 17 de diciembre de 1652). Jesuita e importante teólogo español.

## Vida
De una familia castellana establecida en Sevilla desde mediados del siglo xv, fue el mayor de cuatro hermanos (Juan, el futuro cardenal). Consiguió la licenciatura en Artes por la Universidad de Sevilla (1599) y estudiaba en Salamanca cuando ingreso en la Compañía de Jesús. Repitió la filosofía en Santiago y, tras breve docencia en León, hizo tres años de teología (1604-1607) en Salamanca y la tercera probación (1606-1607) en León (la primera vez que oficialmente se tuvo ésta en la provincia de Castilla) mientras trabajaba como misionero. Enseñó gramática (1608-1610) en León, filosofía y casos (1610-1612) en Palencia y teología (1615-1618) en Santiago.
Zarpó de Sanlúcar (25 de marzo de 1619) y, llegado al Nuevo Reino de Granada, enseñó teología (1619- 1623) en Santafé de Bogotá. Pasó luego a México donde pese a los elogios e insistencia del P. General Mucio Vitelleschi, estuvo un tiempo desocupado, hasta que enseñó teología (1625-1628) en el Colegio Máximo de San Pedro y San Pablo de México. Al navegar de vuelta a España, su flota fue destrozada por los holandeses (septiembre 1628) en Cuba, pero Lugo pudo escapar a México, aunque perdió sus manuscritos. Fue instructor de tercera probación en Tepotzotlán hasta su regreso a Sevilla (agosto 1630).
De nuevo, profesor de teología en San Ignacio de Valladolid (1633), fue nombrado rector del colegio de Segovia en abril de 1635, pero, a petición de Vitelleschi fue confesor (noviembre 1636) del obispo de Osma, Martín Carrillo Alderete (a quien no le permitieron de Roma que entrase en la Compañía de Jesús), así como superior de la comunidad. Trasladado Carrillo a la sede de Granada (1641), Lugo pasó a Madrid (1642) para cuidar de sus publicaciones. Rector de San Ignacio de Valladolid (1645), fue elegido para la Congregación General de la Compañía de Jesús (1645-1646) en Roma, donde quedó como revisor de libros (1645-1650). De nuevo en Valladolid (1650), fue rector de San Ignacio desde 1651 hasta su muerte. Con notables dotes de gobierno, Vitelleschi lo estimó mucho, como mostraba en sus abundantes cartas.

## Obra
Los tratados teológicos que quedan le aseguran un puesto digno entre los autores de segundo orden. El cardenal Lugo dejó de publicar varios de sus propios tratados teológicos por deferencia hacia su hermano Francisco, que se había adelantado en la publicación de ellos y que le parecieron «excelentes». Lugo aspiró a una renovación de la teología, armonizando lo bello de lo nuevo con la firmeza de lo antiguo.

## Obras
- Opusculum de sacramentis in genere (Valladolid, 1638).
- Decursus praevius ad Theologiam Moralem (Madrid, 1642).
- In Primam Partem D. Thomae (Lyón, 1647).
- De septem Ecclesiae sacramentis [sólo los tres primeros] (Venecia, 1652).